# بيوراينس
بيوراينس (بالفرنسية: Beaurains)‏ هي بلدية تقع في إقليم باد كاليه من منطقة نور با دو كاليه في شمال فرنسا. تبلغ مساحة هذه المدينة 5.99 (كم²)، وترتفع عن سطح البحر 92 م، يبلغ عدد سكانها 5076 نسمة حسب إحصاء المعهد الوطني للإحصاء والدراسات الاقتصادية سنة 2009 م. وترأس Pierre Ansart البلدية خلال فترة (2008-2014).